# Osmia breviata
Osmia breviata är en biart som beskrevs av Warncke 1988. Osmia breviata ingår i släktet murarbin, och familjen buksamlarbin. Inga underarter finns listade i Catalogue of Life.